# Жучиха (річка)
Жучи́ха — річка в Україні, у Конотопському районі Сумської області. Права притока Терну (басейн Дніпра).

## Опис
Довжина річки 15 км., похил річки — 1,7 м/км. Площа басейну 46 км².

## Розташування
Бере початок на південно-східній стороні від села Сніжки. Тече переважно на північний схід через Жуківку і впадає у річку Терн, праву притоку Сули. 
Населені пункти вздовж берегової смуги: Бежівка, Атаманське, Дмитрівка. 
Річку перетинає автомобільний шлях Р61.